# だいち調布事業所
だいち調布事業所（だいちちょうふじぎょうしょ）は、東京都調布市東つつじケ丘にある就労継続支援B型事業所。

## 概要
- 勤務時間は毎週月曜から毎週金曜の10時 - 16時、開所時間は9時 - 17時。
- 主にデータ入力やマットの製作、書類の封入やおむつケーキの製作など。
- 月に一度、食事会を開き、カラオケなども行う。
- 毎年10月には「調布市こころの支援センター」でのイベントに参加している。

## 事務所
- だいち調布第1事業所
  - 所在地：〒182-0005 東京都調布市東つつじケ丘1丁目2-7 1階
- だいち調布第2事業所
  - 所在地：〒182-0006 東京都調布市西つつじケ丘4丁目27-9-105号
- だいち調布第3事業所
  - 所在地：〒182-0005 東京都調布市東つつじケ丘2丁目27-4-201号
- だいち鹿嶋事業所
  - 所在地：〒314-0033 茨城県鹿嶋市鉢形台1丁目2-1-206号